# Valentin Herzog
Valentin Herzog (* 6. September 1941 in Erfurt) ist ein deutsch-schweizerischer Schriftsteller und Kritiker sowie ehemaliger Lehrer in Riehen bei Basel.

## Leben
Valentin Herzog wuchs in Berlin und München auf, studierte dort sowie in Hamburg und Basel Germanistik, Film- und Theaterwissenschaft, Geschichte und italienische Philologie und promovierte 1969 mit seiner Dissertation Ironische Erzählformen bei C. F. Meyer in Basel. Er wirkte von 1970 bis 2000 als Lehrer am Gymnasium Bäumlihof in Riehen.
1979 gründete er die Literatur-Initiative Arena in Riehen, die er seither leitet. Neben seiner Unterrichtstätigkeit und seiner Arbeit als Literaturkritiker (Basler National-Zeitung, Basler Zeitung, Die Weltwoche, Radio DRS u. a.) war er auch als Reisejournalist tätig. Längere Auslandsaufenthalte sowie das wachsende Interesse für die Welt der Antike, besonders der Etrusker, fanden ihren Niederschlag in seinen ersten Buchpublikationen und prägen auch seine neuere literarische Arbeit.
Er ist Mitglied des Vereins AdS (Autorinnen und Autoren der Schweiz).

## Werke
- Ironische Erzählformen bei C. F. Meyer. (Dissertation) Bern 1970.
- Zu den Etruskern unterwegs. Ein individueller Reisebegleiter. Basel 1986.
- Bastarde der Wölfin. Lebenszeichen aus Rom. Basel 1992.
- mit Sylvia Herzog: Nichts von dem, was uns begegnet, haben wir je gesehen. Tagebücher aus Marokko. Basel 1997.
- Karims Café. Geschichten aus Marokko. Riehen/Basel 2006.
- Alifas Zeichen. Geschichten aus Marokko. Mainz 2008.
- Pass springt. Der Rote. Zwei Erzählungen. Riehen/Basel 2009.
- Das geraubte Gesicht. Riehen/Basel 2011.
- mit Katja Fusek: Mare blu. Eine Liebesgeschichte mit Homer. Riehen/Basel 2011.
- Das Haus in der Maremma. Roman. IL-Verlag, Basel 2018.